# Teatre Regional de Donetsk
El Teatre Dramàtic Regional Acadèmic de Donetsk (en ucraïnès, ; rus: Донецкий академический областной драматический театр ,), va ser un teatre situat a Mariúpol, ciutat situada a la vora de la mar d'Azov i pertanyent a l'óblast de Donetsk.
El teatre, construït el 1960, va ser destruït durant un atac aeri ocorregut el 16 de març de 2022, durant la invasió russa d'Ucraïna.

## Història
El primer grup teatral de Mariúpol va arribar a la ciutat el 1847 sota la direcció de l'empresari V. Vinográdov. El 1878, Vasili Shapoválov, fill d'un ric comerciant de la ciutat, va llogar un espai per a ser utilitzat com a teatre estable de la companyia. Nou anys més tard, gràcies al finançament del propi Shapoválov, se li va dotar a la companyia d'una nova seu equipada amb un gran escenari i amb capacitat per a 800 espectadors. La nova seu, inicialment denominada Sala de Concerts i posteriorment Teatre d'Hivern, va ser inaugurada el 8 de novembre amb la posada en escena de l'inspector general de Nikolái Gógol.
Després de la revolució russa, la gestió del teatre va passar el 1920 a càrrec del col·lectiu Teatre nou, que a partir de 1936 va poder exhibir-se en una nova seu on abans havia estat l'Església de Santa Maria Magdalena. No obstant això, va tancar el 1947.

## L'edifici modern
El 1959 va començar la construcció de la nova seu, obra dels arquitectes Krylov i Malyshenko, que va ser batejada amb el nom de Teatre Dramàtic Regional de Donetsk. Construït en estil neoclàssic amb la típica pedra grisa procedent de les pedreres de Inkerman, presentava nombroses decoracions d'estuc. El timpà albergava un grup escultòric que representava a obrers metal·lúrgics i pagesos, els oficis més comuns de l'època a la regió.
El 1985 es va afegir al teatre una segona llotja més petita, amb una platea de 70 seients.

### Bombardeig
El març de 2022, després de la destrucció d'edificis civils durant el setge de la ciutat, es va convertir en refugi de centenars de desplaçats fins que el 16 de març de mateix any un bombardeig aeri va destruir l'edifici.

## Premis i reconeixements
El 1978, el grup teatral va celebrar el seu centenari i va ser guardonat amb l'Orde de la Insígnia d'Honor.
El 2007, per decret del Ministeri de Cultura i Turisme d'Ucraïna, el teatre va ser reconegut amb el distintiu de «acadèmic».